# 타이난 시립 야구장

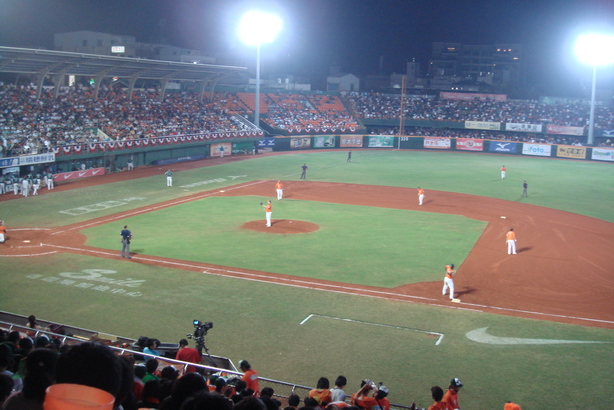
타이난 시립 야구장

타이난 시립 야구장(台南市立棒球場)은 중화민국의 타이난시에 있는 야구장으로, 현재 통이 세븐일레븐 라이언스의 홈구장으로 사용되고 있다. 타이완의 일제시대에 만들어졌으며(1931년 1월 31일 개장) 수용인원은 10,000석이다.

## 같이 보기
- 대만의 야구 경기장 목록
- 중화 직업봉구 대연맹